# Birkenes
Birkenes este o comună din provincia Agder, Norvegia.